# Спахич, Эмир
Эми́р Спа́хич (босн. Emir Spahić; 18 августа 1980, Дубровник, СР Хорватия, СФРЮ) — боснийский футболист, центральный защитник. Известен по выступлениям за сборную Боснии и Герцеговины.

## Карьера

### Клубная
Выступал за клубы «Загреб», «Шинник» из Ярославля, «Торпедо» из Москвы. Выступая за чёрно-белых, запомнился тем, что выходил на поле в футболке с номером 1. С 2006 года по 2009 год играл за клуб «Локомотив» из Москвы в российской Премьер-Лиге. После расторжения контракта по обоюдному согласию в марте 2009 года стал игроком «Монпелье». Во французском клубе Спахич отличался скорее продолжительными дисквалификациями (на пять матчей — за умышленный удар локтем форварду «Бреста» Нолану Ру, и на семь матчей — за удар локтем полузащитника Иссама Жемаа из «Ланса»), чем постоянной игрой в основном составе.
5 июля 2011 года перешёл в испанскую «Севилью». Однако через год игрок решил покинуть клуб. Причиной ухода Спахича из «Севильи» являются, как отмечают испанские журналисты, не лучшие отношения с руководителями и болельщиками клуба. При этом игрок заявил, что «если будут звать другие команды (из России), отвечу отказом. А вот за „Локо“ готов играть даже бесплатно».
Однако это не помешало ему 26 февраля 2013 года на правах аренды перейти в «Анжи» до конца сезона за примерно € 750 тыс. с опцией последующего выкупа. Однако, по окончании сезона, дагестанский клуб решил не выкупать контракт у испанцев. После этого игрок оказался близок к переходу в клуб из Саудовской Аравии «Аль-Хиляль».
Летом 2013 года стал футболистом леверкузенского «Байера».
12 апреля 2015 года контракт с Эмиром был расторгнут после того как защитник ударил головой сотрудника охраны, который не пропустил друзей боснийца в раздевалку «Байера».
5 июля 2015 года Спахич подписал контракт с немецким «Гамбургом». 3 января 2017 года клуб принял решение расторгнуть контракт со Спахичем.

### В сборной
Дебютировал в сборной Боснии 7 июня 2003 года против сборной Румынии, а свой первый гол за сборную он забил 28 февраля 2006 года в матче с Японией (2:2). Принял участие в трёх матчах сборной на Чемпионате мира 2014, после чего завершил выступление за сборную страны.Тем не менее Спахич в составе сборной принял участие в отборочных матчах чемпионата Европы 2016.

## Личная жизнь
Старший брат футболиста Алена Спахича. Двоюродный брат — Эдин Джеко. Троюродным братом Спахича является баскетболист Мирсад Тюркджан.
В конце августа 2019 года попал в ДТП близ города Гацко. Во время аварии находился на пассажирском сидении. После аварии на вертолёте был отправлен в больницу, где перенёс срочную операцию. Получил серьёзные травмы груди, головы и множественные переломы. Через месяц был выписан из больницы.

## Результаты по сезонам

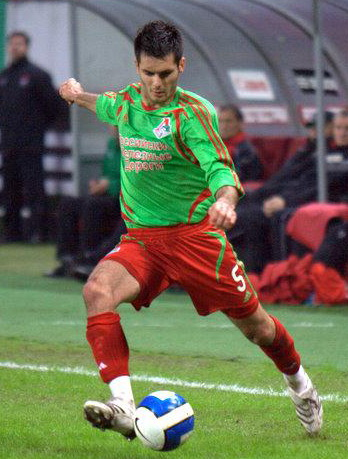
Эмир Спахич в составе Локомотива (2007 год)

| Сезон   | Команда            | Кол-во Игр | Кол-во Голов |
| ------- | ------------------ | ---------- | ------------ |
| 1998/99 | Челик (Зеница)     | 0          | 0            |
| 1999/00 | ГОШК (Дубровник)   | 0          | 0            |
| 2000/01 | ГОШК (Дубровник)   | 0          | 0            |
| 2001/02 | Загреб             | 3          | 0            |
| 2002/03 | Загреб             | 23         | 1            |
| 2003/04 | Загреб             | 12         | 1            |
| 2004    | Шинник (Ярославль) | 18         | 4            |
| 2005    | Шинник (Ярославль) | 8          | 2            |
| 2005    | Торпедо (Москва)   | 15         | 0            |
| 2006    | Локомотив (Москва) | 21         | 0            |
| 2007    | Локомотив (Москва) | 23         | 3            |
| 2008    | Локомотив (Москва) | 19         | 0            |
| 2009/10 | Монпелье           | 34         | 2            |
| 2010/11 | Монпелье           | 23         | 1            |
| 2011/12 | Севилья            | 22         | 0            |
| 2012/13 | Севилья            | 22         | 1            |
| 2012/13 | Анжи               | 7          | 1            |

## Достижения
«Загреб»
- Чемпион Хорватии: 2001/02

 «Локомотив» (Москва)
- Бронзовый призёр чемпионата России: 2006
- Обладатель Кубка России: 2006/07
- Финалист Суперкубка России: 2008
- В списках 33 лучших футболистов чемпионата России: № 3 (2007)

 «Анжи»
- Бронзовый призёр чемпионата России: 2012/2013
- Финалист Кубка России: 2012/13

## Критика
В своей книге «Локомотив, который мы потеряли» Игорь Рабинер пишет, что Спахич из-за покровительства председателя совета директоров клуба Сергея Липатова позволял себе в 2006—2007 годах регулярно нарушать игровую дисциплину, настоял на уходе из команды Шамиля Асильдарова, ударил на тренировке Ивана Старкова. Кроме того, одноклубники по «Локомотиву» Сергей Гуренко и Дмитрий Сенников обвиняли Спахича в сдаче игр. В 2015 году «Байер» разорвал контракт с игроком после того, как он напал на сотрудника стадиона.